# Exeter (filme)
Exeter é um filme de terror sobrenatural americano de 2015, dirigido por Marcus Nispel. O roteiro de Kirsten McCallion é de uma história de Nispel. É estrelado por Stephen Lang, Kelly Blatz, Brittany Curran, Brett Dier e Gage Golightly. Jason Blum atua como produtor executivo através do banner da Blumhouse Productions. O filme estreou no Glasgow Horror Film Festival em 27 de fevereiro de 2015. O filme foi lançado em 2 de julho de 2015 no DirecTV Cinema.

## Elenco
- Kelly Blatz como Patrick
- Brittany Curran como Reign/Devon
- Brett Dier como Brad
- Gage Golightly como Amber
- Nick Nicotera como Brian Knowles
- Nick Nordella como Drew
- Michael Ormsby como Rory
- Kevin Chapman como Greer
- Stephen Lang como o pai Conway

## Desenvolvimento
O filme foi anunciado pela primeira vez em 9 de maio de 2011. As primeiras imagens do set foram reveladas no dia 18 de junho de 2012. O roteiro é escrito por Kirsten McCallion, e os efeitos de maquiagem foram realizados por Shaun Smith. A maioria dos anúncios principais de elenco foram feitos em 1 de junho de 2012. Tiroteio ocorreu no local em Rhode Island. Nispel disse que o local foi fotografado como eles o encontraram. Nispel disse que queria escrever o filme como se os adolescentes que assistiam filmes de terror experimentassem um.

## Lançamento
Em 10 de dezembro de 2014, a Dread Central informou que o título havia sido alterado para Exeter. Foi lançado como The Asylum no Reino Unido em 4 de maio de 2015. A DirecTV Cinema estreou nos EUA em 2 de julho de 2015.

## Recepção
Gareth Jones, da Dread Central, classificou 3/5 estrelas e escreveu: "The Asylum é uma experiência peculiar; uma singularidade definida que parece estar sempre a um momento de se desintegrar completamente. Mas, na verdade, não é ruim." Pat Torfe, do Bloody Disgusting, classificou em 3/5 estrelas e o chamou de "um daqueles filmes em que você liga o cérebro e apenas o deixa brincar com um casal de amigos e uma caixa de cerveja".